# Sphinctomyrmex
Sphinctomyrmex is een geslacht van vliesvleugelige insecten van de familie Mieren (Formicidae).

## Soorten
- S. asper Brown, 1975
- S. caledonicus Wilson, 1957
- S. cedaris Forel, 1915
- S. clarus (Forel, 1893)
- S. cribratus Emery, 1897
- S. chariensis Santschi, 1915
- S. duchaussoyi (André, 1905)
- S. emeryi (Forel, 1893)
- S. froggatti Forel, 1900
- S. furcatus (Emery, 1893)
- S. imbecilis Forel, 1907
- S. marcoyi Feitosa, Brandão, Fernández & Delabie, 2011
- S. mjobergi Forel, 1915
- S. myops Forel, 1895
- S. nigricans (Clark, 1926)
- S. occidentalis (Clark, 1924)
- S. rufiventris Santschi, 1915
- S. schoerederi Feitosa, Brandão, Fernández & Delabie, 2011
- S. septentrionalis (Crawley, 1925)

- S. stali Mayr, 1866
- S. steinheili Forel, 1900
- S. taylori Forel, 1900
- S. trux Brown, 1975
- S. turneri Forel, 1900